# 2903 Zhuhai
Zhuhai (asteróide 2903) é um asteróide da cintura principal, a 2,4106203 UA. Possui uma excentricidade de 0,0591272 e um período orbital de 1 497,92 dias (4,1 anos).
Zhuhai tem uma velocidade orbital média de 18,60774684 km/s e uma inclinação de 14,34188º.
Este asteróide foi descoberto em 23 de Outubro de 1981 por Purple Mountain Obs..